# Michal Mravec (hokeista)
Michal Mravec (ur. 14 listopada 1972 w Liptowskim Mikułaszu) – słowacki hokeista.

## Kariera klubowa
- MHk 32 Liptovský Mikuláš (1994–1998)
- Újpesti TE (1998–1999)
- KH Sanok (1999–2000)
- HK Spišská Nová Ves (2000–2003)
- MHk 32 Liptovský Mikuláš (2003–2005)
- MHK Humenné (2005)
- TKH Toruń (2005–2006)
- MHK Kežmarok (2006–2007)
- TKH Toruń (2007–2008)
- MHK Dolný Kubín (2008)
- TKH Toruń (2008–2009)
- MHK Dolný Kubín (2009–2010)
- HK Dukla Michalovce (2009–2010)
- MHk 32 Liptovský Mikuláš (2010–2013)
- MHk 32 Liptovský Mikuláš B (2016–)

Od 1999 do kwietnia 2000 był zawodnikiem SKH Sanok, skąd został zwolniony po porażce w półfinale play-off PLH 1999/2000.